# Brackenheim
Brackenheim (MAF: /ˈbʁakn̩ˌhaɪ̯m/, posłuchajⓘ) – miasto w Niemczech, w kraju związkowym Badenia-Wirtembergia, w rejencji Stuttgart, w regionie Heilbronn-Franken, w powiecie Heilbronn, siedziba wspólnoty administracyjnej Brackenheim. Leży ok. 12 km na południowy zachód od Heilbronn na obszarze Parku Krajobrazowego Stromberg-Heuchelberg.

## Osoby urodzone w Brackenheim
- Theodor Heuss - pierwszy prezydent RFN